# マヌエル・デ・ポルトゥガル (1568-1638)
マヌエル・デ・ポルトゥガル（Manuel de Portugal, 1568年 - 1638年6月22日）は、ポルトガルのアヴィシュ王家の子孫。マヌエル1世王の曾孫にあたる。ポルトガル王位請求者ドン・アントニオの庶子で、その後継者としてポルトガル公を称した。

## 生涯
ベージャ公ルイス王子の庶子であるクラート修道院長ドン・アントニオと、内縁関係にあったアンナ・バルボーザ（Anna Barbosa）の間の非嫡出子として生まれた。アントニオは聖職者だったために独身を通した。アントニオが1580年のポルトガル王位継承問題において即位宣言を行った際、マヌエルはその王位継承者とされてポルトガル公と呼ばれた。しかし父子はスペイン王フェリペ2世の軍隊に敗退し、フランスやイングランドで亡命生活を送った。1595年に父が死ぬと、マヌエルが「亡命王家」の当主となった。
1597年11月7日にデン・ハーグにおいて、オランダ総督・オラニエ公ウィレム1世の娘エミリアと結婚した。マヌエルがカトリック信徒だったのに対し、エミリアの実家は欧州で最も熱心なカルヴァン派信徒の諸侯家の1つであった。オラニエ＝ナッサウ家はこの結婚に猛反対したが、婚約を解消させることは出来ず、2人はカトリックの司祭が主宰した秘密結婚式を執り行った。マヌエルはオラニエ＝ナッサウ家に睨まれてヴェーゼル（現ドイツ領ノルトライン＝ヴェストファーレン州デュッセルドルフ行政管区ヴェーゼル郡）に逃亡し、エミリアは当初は家族に軟禁されたものの、脱走して12月には夫に合流した。
こうした事情から、夫妻の結婚生活は当初、常に困窮していた。1608年、エミリアの異母兄フィリップス・ウィレムの仲介により、マヌエル夫婦はオランダ総督マウリッツ（エミリアの同母兄）と形式的に和解し、オラニエ＝ナッサウ家は夫婦とその子供たちに年金と居館を与えた。しかしマヌエルはマウリッツの総督宮廷では、カトリック信仰を理由に冷遇された。やがてマヌエルはオランダ独立戦争でオランダと戦うスペイン領ネーデルラントの総督宮廷と秘密裏に手を結び、総督宮廷の女主人イサベル・クララ・エウヘニア王女とその夫アルブレヒト（7世）大公から、オラニエ家を角逐した暁にはオランダの一部を分封領として与えると約束された。
1625年にマウリッツが死去すると、異母弟でマヌエルを嫌うフレデリック・ヘンドリックが総督職を継いだ。マヌエルはこれを機にハーグを去り、イサベル王女の支配するブリュッセル宮廷に移った。妻エミリアは自分の父親がイサベル王女の父フェリペ2世の刺客に暗殺されたと信じていたため、親の仇の庇護を受けることを拒否して夫と決別し、娘たちを連れてジュネーヴに移住した。エミリアが1629年に死ぬと、マヌエルは翌1630年4月3日にブリュッセルの宮廷教会において、イサベル王女の女官だったスペイン貴族の娘ルイサ・オソリオ（Luisa Osorio, ? - 1649年頃）と再婚した。マヌエルとその後妻はブリュッセル宮廷で非常に厚遇された。
マヌエルの娘たちは、次女マリア・ベルヒカの起こしたスキャンダルのために王侯家に嫁ぐ機会を失った。マリア・ベルヒカはバーデン辺境伯家の公子と婚約したにもかかわらず、自分に仕えていたスイス人の傭兵隊長と駆け落ちしたのである。この事件は、もともと地位が不安定だったマヌエルの娘たちの結婚の可能性を、ほぼ完全に潰してしまった。他の娘たちは1人を除き、嫁ぎ先のないまま独身を通した。

## 子女
最初の妻エミリアとの間に2男8女の計10人の子女をもうけた（子供たちの名前はオランダ語で表記する）。後妻ルイサとの間に子供は無い。
- 長女（1598年 - 1602年）
- マリア・ベルヒカ（1598年[1] - 1647年） - 1629年にスイス人貴族のジャン・テオドール・クロル・ド・プランジャン男爵（? - 1647年）と結婚。夫はパルマ公オドアルド1世に仕える海軍大佐、艦長。
- エマヌエル・アントン（1600年 - 1666年） - ベージャ公、ポルトガル公、オランジュ公領総督。1646年にヨハンナ・フォン・ハーナウ＝ミュンツェンベルクと結婚し、4人の娘をもうける。
- 三女（1602年 - 1603年）
- エミリア・ルイーゼ（1603年 - 1670年）
- ローデウェイク・ウィレム・クリストフェル（1604年 - 1660年） - トランコーゾ侯爵、オラニエ公マウリッツの近衛隊長。1631年にナポリ貴族の娘アンナ・マリーア・ディ・カペチェ＝ガレオッティと結婚し、2人の息子をもうける。
- アンナ・ルイーゼ・フリージア（1605年[1] - 1669年）
- ユリアナ・カタリーナ（1607年 - 1680年）
- マウリティア・エレオノーラ（1609年[1] - 1674年） - 1647年にナッサウ＝ジーゲン侯ゲオルク・フリードリヒと結婚。
- サビーナ・デルフィカ（1612年 - 1670年）